# Proroporus
Proroporus es un género de foraminífero bentónico considerado un sinónimo posterior de Bolivina de la familia Bolivinidae, de la superfamilia Bolivinoidea, del suborden Buliminina y del orden Buliminida. Su especie tipo era Proroporus lingua. Su rango cronoestratigráfico abarcaba el Holoceno.

## Discusión
Clasificaciones previas incluían Proroporus en el suborden Rotaliina del orden Rotaliida.

## Clasificación
Proroporus incluía a las siguientes especies:
- Proroporus argus
- Proroporus clavulina
- Proroporus complanatus
- Proroporus cretae
- Proroporus cylindroides
- Proroporus denticulatus
- Proroporus lingua
- Proroporus mexicanus
- Proroporus obtusus
- Proroporus ombonii
- Proroporus schultzei
- Proroporus siculus
- Proroporus subdepressus
- Proroporus surgens
- Proroporus verrucosus